# Stadtschreiber (Literaturpreis)
Stadtschreiber bezeichnet einen meist mit einem Stipendium verbundenen kommunalen Literaturpreis, den einige Städte seit der zweiten Hälfte des 20. Jahrhunderts vergeben. Der Preis ist in der Regel mit kostenloser Wohnung sowie meist einer zusätzlichen kulturellen Aufgabe in der entsprechenden Gemeinde verbunden (oft auf zwei Monate, ein halbes oder ganzes Jahr befristet). Varianten des Stadtschreibers sind der Münchner Turmschreiber und der Seeschreiber am Wolfgangsee.

## Deutschland
Das erste Stadtschreiberamt als literarische Auszeichnung seit 1974 geht auf den Autor der Gruppe 47, Franz Joseph Schneider zurück, der in seiner Heimatstadt Bergen-Enkheim Kommunalpolitiker für seine Idee des Stadtschreibers von Bergen begeistern konnte.
Im Renommee mit Bergen-Enkheim vergleichbar ist der Mainzer Stadtschreiber, der ein Preisgeld erhält und darüber hinaus ein Jahr in der Stadtschreiberwohnung im Renaissanceflügel des Gutenberg-Museums wohnen darf. Eine monatliche Zuwendung und kostenfreie Wohnung erhält auch der Dresdner Stadtschreiber, allerdings jeweils nur für sechs Monate.
Auch die Städte Beeskow, Bonn, Erfurt, Gotha (Kurd-Laßwitz-Stipendium), Halle (Saale), Hausach, Ludwigsburg, Magdeburg, Mannheim, Otterndorf, Rheinsberg, Rottweil und Tübingen vergeben eine Stadtschreiber-Auszeichnung. In Flensburg gab es von 2005 bis 2009 das seinerzeit einzige Stipendium für Kriminalromane. Seit 2017 gibt es auch einen Stadtschreiber für das Ruhrgebiet. Die Stadt Dortmund vergibt seit 2020 jährlich unter dem Titel „Stadtbeschreiber*in für Dortmund“ ein sechsmonatiges Literaturstipendium an deutschsprachige Autoren; bislang an Judith Kuckart (2020), Anna Herzig (2021), Elias Hirschl (2022) und Alexander Estis (2023).
Zum Gastlandauftritt Indiens auf der Frankfurter Buchmesse 2006 reisten im Projekt „Akshar-Stadtschreiber“ sieben indische und sieben deutsche Autoren für vier Wochen in das jeweils andere Land und berichteten in Tagebuch-Notizen von ihren Impressionen. Das Wort Akshar stammt aus dem Sanskrit und bedeutet Buchstabe oder Alphabet oder eine kleinste, unzerstörbare Einheit. Auf der Frankfurter Buchmesse berichteten alle vierzehn Autoren von ihren Erlebnissen.
Bis 2018 gab es auf Sylt einen Inselschreiber. Das Goethe-Institut vergibt einen Stadtschreiber-Posten in Helsinki und vergab in der Vergangenheit auch einen solchen Posten in seiner Dependance in Peking.

## Österreich
- Stadtschreiber von Graz
- Kitzbüheler Stadtschreiber
- Stadtschreiber von Klagenfurt, automatisch gekoppelt an den BKS-Publikumspreis beim Ingeborg-Bachmann-Wettbewerb
- Stadtschreiber von Salzburg
- Stadtschreiber von Schwaz[20]
- Stadtschreiber von Bad Ischl (seit 2023/24, erste Stadtschreiberin wurde Doris Mitterbacher)[21]

## Schweiz
- Die Stadt Zug kannte von 1991 bis 1994 die Institution des Stadtbeobachters. Diesen Preis erhielten Werner Söllner, Martin R. Dean und Zsuzsanna Gahse.[22][23][24]
- Zürich (ab 2010)[25][26]

In der Schweiz gibt es im Unterschied zum hier behandelten Preisträger heute noch den eine öffentliche Funktion erfüllenden Stadtschreiber, meistens als Gemeindeschreiber oder Staatsschreiber bezeichnet.

## Niederlande und Belgien
Auch im niederländischen Sprachraum gibt es Stadtschreiber. Die erste Stadt mit einem Stadtschreiber war Venlo in der Provinz Limburg im Jahre 1993. Es folgten das südholländische Dordrecht und das nordholländische Beverwijk im Jahr 2001.
Inzwischen haben viele Städte einen sogenannten stadsdichter. In den Niederlanden sind dies: Groningen, Middelburg, Velsen, Gouda, Tilburg, Enschede, Rotterdam, Den Haag, Zütphen, Utrecht, Helmond, Zwolle, Alkmar, Deventer, Tiel, Nijmegen, Roermond, Haarlem, Vlaardingen, Leeuwarden, Hoorn, Den Helder, Valkenswaard, Westervoort, Zandvoort und Lelystad.
Eine besondere Einrichtung in den Niederlanden ist die Vergabe des Titels Dichter des Vaderlands, der seit dem Jahre 2000 vergeben wird und von dem englischen Poet Laureate abgeleitet ist.
Außerdem gibt es in folgenden flämischen Städten einen Stadt- oder Dorfschreiber: Antwerpen, Gent, Brüssel, Galmaarden, Damme, Deinze, Halle, Diest, Doel, Ninove und Opwijk.